# アブストラクタ (小惑星)
アブストラクタ (6805 Abstracta) は小惑星帯に位置する小惑星。パロマー天文台のトム・ゲーレルスとライデン天文台のファン・ハウテン夫妻が発見した。
1969年からAstronomischer Jahresberichtの後を継いで発行されている天文学と天体物理学の雑誌、Astronomy and Astrophysics Abstracts (AAA) から命名された。